# Genthod
Genthod je obec na jihozápadě Švýcarska, v kantonu Ženeva. Žije zde přibližně 2 800 obyvatel.

## Geografie
Obec se nachází na severním břehu Ženevského jezera mezi Bellevue a Versoix. Skládá se z hlavní obce Genthod a vesnic Malagny a Creux-de-Genthod. Sídlí zde jachtařský klub Creux-de-Genthod.

## Historie

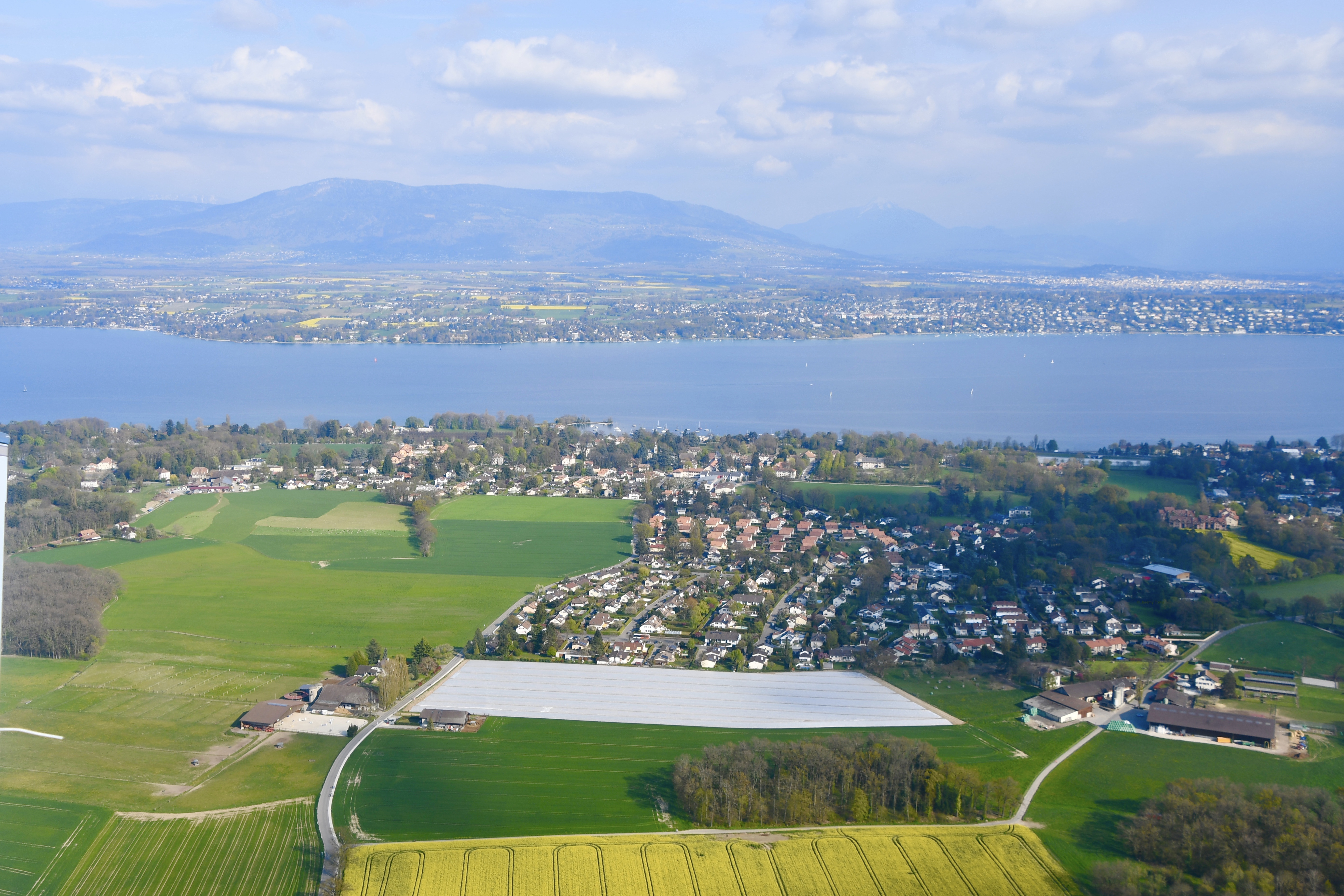
Celkový pohled na obec

Ve středověku byl Genthod administrativně přiřazen k mandátu Peney a podléhal ženevskému biskupovi. Ten v roce 1328 přenesl jurisdikci v Genthodu na rod von Genthod, který ve vsi vlastnil hrad. Poté, co léno přešlo v roce 1541 na ženevské panství, zůstalo v držení různých měšťanských rodů až do roku 1789. Po bernské okupaci (1536–1564) byl Genthod exklávou v panství Pays de Gex, které postupně spadala pod Savojsko (1564–1590), Ženevu (1590–1601) a později pod francouzskou nadvládou. Jeho poloha jako ženevské bašty na okraji území způsobovala četné problémy (konfesijní spory, hraniční konflikty), které byly vyřešeny až v r. 1749 Pařížskou smlouvou. V roce 1816 byl Genthod povýšen na obec; po francouzské okupaci (1798–1814) se obec stala součástí kantonu Ženeva. Po reformaci se obec připojila k farnosti Moëns. Když byla kaple v Moëns v roce 1685 zrušena, staral se o Genthod ženevský kněz; v roce 1817 se stal samostatnou farností. Současný kostel pochází z roku 1869. Jako letovisko bohatých obyvatel Ženevy se Genthod od 18. století vyznačoval honosnými zámky, včetně panství Saugy postaveného rodinou Gallatinů. V letech 1900–1925 jezdila mezi Genthod a Ženevou tramvaj a od roku 1990 spojuje obě sídla autobusová linka.

## Obyvatelstvo
| Vývoj počtu obyvatel | Vývoj počtu obyvatel | Vývoj počtu obyvatel | Vývoj počtu obyvatel | Vývoj počtu obyvatel | Vývoj počtu obyvatel | Vývoj počtu obyvatel | Vývoj počtu obyvatel | Vývoj počtu obyvatel | Vývoj počtu obyvatel | Vývoj počtu obyvatel | Vývoj počtu obyvatel |
| -------------------- | -------------------- | -------------------- | -------------------- | -------------------- | -------------------- | -------------------- | -------------------- | -------------------- | -------------------- | -------------------- | -------------------- |
| Rok                  | 1850                 | 1900                 | 1950                 | 1980                 | 2000                 | 2010                 | 2012                 | 2014                 | 2015                 | 2016                 | 2017                 |
| Počet obyvatel       | 228                  | 380                  | 739                  | 1175                 | 2171                 | 2707                 | 2691                 | 2774                 | 2747                 | 2721                 | 2772                 |

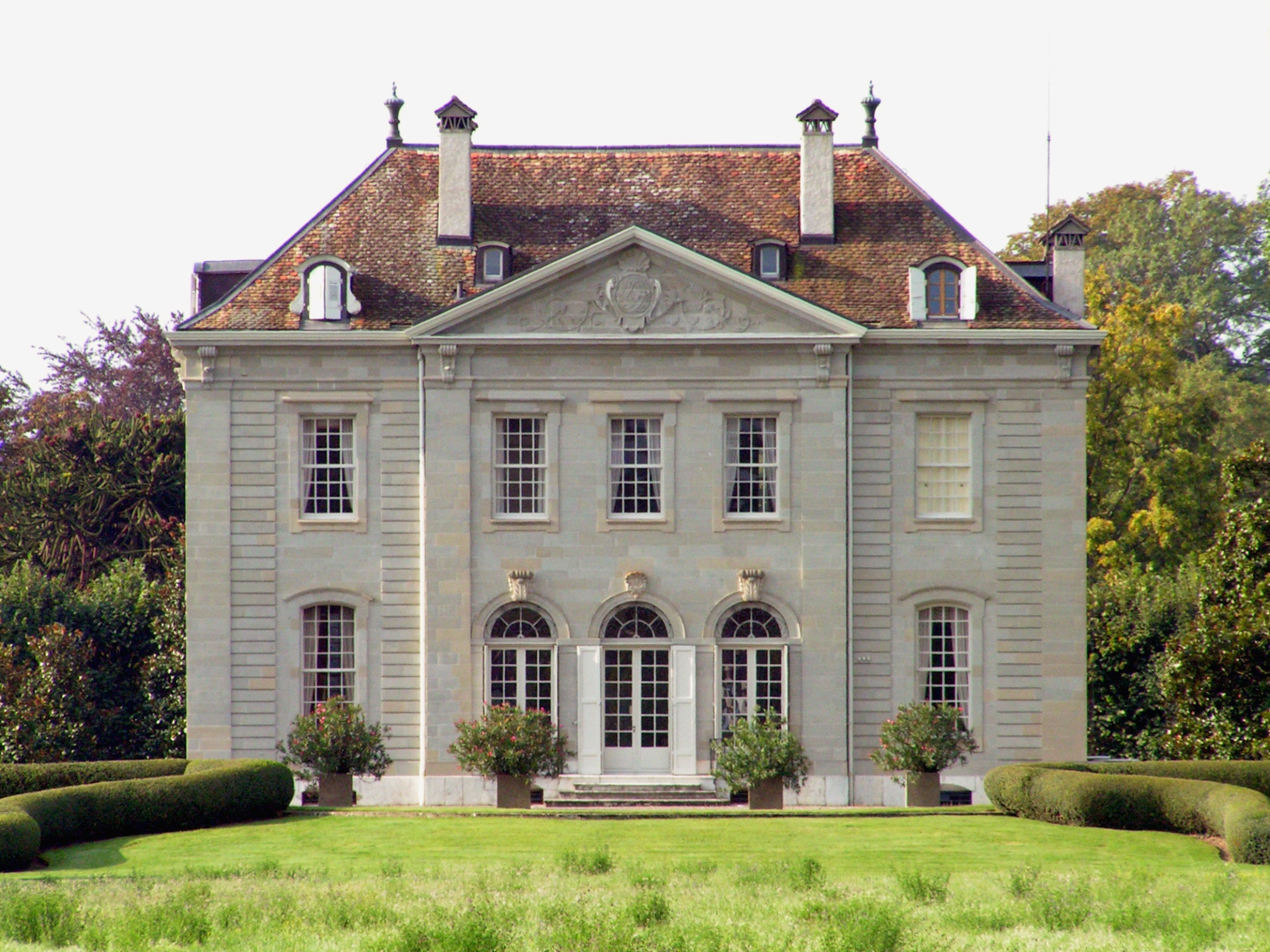
Zámek Creux-de-Genthod

Většina obyvatel (k roku 2000) hovoří francouzsky (1582, tj. 72,9 %), druhým nejčastějším jazykem je angličtina (247, tj. 11,4 %) a třetím němčina (96, tj. 4,4 %).

## Hospodářství
V roce 1801 byla postavena mlékárna, v roce 1823 první loděnice a v roce 1858 železniční stanice Genthod-Bellevue. Ačkoli se venkovská obec z velké části vyvinula v rezidenční obec, ještě na počátku 21. století měla čtyři zemědělské podniky. Od roku 1995 sídlí v obci hodinářská společnost Franck Muller Watchland SA; v roce 2000 pracovala více než polovina obyvatel ve službách.

## Doprava
Obec je napojena na síť městské hromadné dopravy v Ženevě autobusovými linkami. Železniční zastávka Genthod-Bellevue se nachází na trati Lausanne–Ženeva a je obsluhována v pravidelném intervalu regionálními vlaky.

## Osobnosti
- Nora Dumasová (1890–1979), maďarská fotografka, v obci žila a zemřela